# Gordon Smith (hockey sur glace)
Pour les articles homonymes, voir Gordon Smith.
Gordon Smith (né le 14 février 1908 à Winchester (Massachusetts) et mort le 22 octobre 1999 à Boston) est un hockeyeur sur glace américain. Lors des Jeux olympiques d'hiver de 1932 disputés à Lake Placid, il remporte la médaille d'argent. Quatre ans plus tard, lors des Jeux olympiques d'hiver de 1936 disputés à Garmisch-Partenkirchen il remporte la médaille de bronze.

## Palmarès
- Médaille d'argent aux Jeux olympiques de Lake Placid en 1932
- Médaille de bronze aux Jeux olympiques de Garmisch-Partenkirchen en 1936